# Serrabrisa
La Serrabrisa és una muntanya de 231 metres que es troba al municipi d'Aitona, a la comarca catalana del Segrià.
Al cim podem trobar-hi un vèrtex geodèsic (referència 248120001).